# Tachina latianulum
Tachina latianulum là một loài ruồi trong họ Tachinidae.